# わたがしふうちゃん
『わたがしふうちゃん』は、みつはしちかこによる日本の漫画。単行本はポプラ社より刊行（全6巻）。
連載元は「朝日小学生新聞」。

## 登場人物
ふうちゃん
本作の主人公で、本名は中村ふうこ。小学3年生で兄と妹を含めた5人家族。